# SSTV

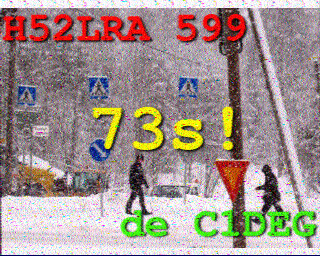
Transmissions SSTV sovint inclouen l'estació de distintiu de trucada, els informes de recepció.

La Televisió d'escombrat lent  (SSTV) és un mètode de transmissió d'imatges utilitzat principalment pels operadors radioaficionats, per transmetre i rebre imatges estàtiques a través de la ràdio en blanc i negre o en color.
Un terme tècnic per SSTV és "televisió de banda estreta". La televisió estàndard de radiodifusió (Broadcast), transmesa en AM amb portadora suprimida, requereix un canal de 6 MHz d'amplada de banda a Amèrica del Nord, ja que transmet 30 imatges per segon (en NTSC), i un canal de 5.5 MHz (En el sistemes PAL o SECAM) més l'àudio associat, però la SSTV, normalment només fa servir fins a un màxim de 3 kHz d'amplada de banda. És un mètode molt més lent per a la transmissió d'imatges, ja que normalment es triga entre uns vuit segons a un parell de minuts, per transmetre un quadre d'imatge sencer.
La SSTV es transmet utilitzant la Banda lateral única o BLU (SSB en anglès)
Atès que els sistemes de SSTV operen en freqüències de veu (audibles), els radioaficionats poden emprar aquest sistema en les bandes d'ona curta (també conegudes com a HF). En les bandes VHF (144 MHz) i UHF (432 MHz), no es solen emetre normalment senyals de SSTV, encara que seria possible fer-ho, en els segments de SSB.

## ATV (Amateur Television)
Actualment es prefereix utilitzar la Banda de 1250 MHz i de 10,5 GHz, ja que permet l'anomenada ATV (Amateur Television) que es transmet a 25 frames en PAL (o 30 en NTSC als EUA) i es modula normalment en FM, emprant una amplada de banda de 25 MHz, impossible d'implementar en bandes més baixes. Originalment es feia en format comercial (en AM - 432 MHz - 5 MHz d'amplada de banda), però això es va desestimar.

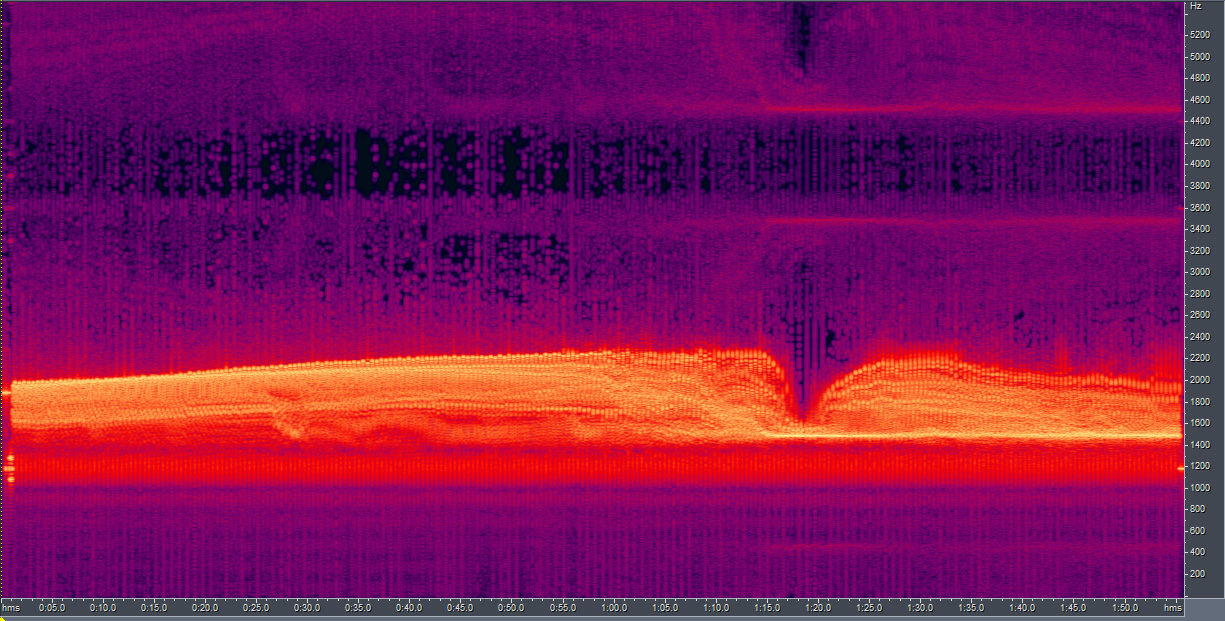
Una anàlisi espectral d'un fitxer d'àudio SSTV descrit en aquesta pàgina, creada amb Cool Edit 2.0.